# بنت مريم (فلم)
بنت مريم هو فيلم دراما إماراتي قصير، إنتاج 2008م، من تأليف: محمد حسن أحمد، وإخراج: سعيد سالمين المري، شارك الفيلم في العديد من المهرجانات السينمائية، وحصد العديد من الجوائز.

## قصة الفيلم
مع كل قطرة مطر تنبت الحكاية التي سترويها ( بنت مريم ) فتاة تغادر بعد وفاة زوجها الستيني , لتقترب لوجوه تحمل الحزن والصمت معا , ونكتشف بأن في كل قلب وبيت أو حارة فتاة ما تشبه ( بنت مريم)، وبعد موت زوجها، تجبر بنت مريم على ترك «فريجها» وتذهب إلى «فريج» آخر لا تعرفه ويسكنه معتوق الأعمى آخر أقاربها، في هذا المكان الذي يشبه السجن المفتوح تلاحق مريم بلعنات جديدة، تتمثل في سيطرة الرجل الأعمى وخدمته والخوف والبرود الذي يسكن الأرض والناس. وتلتقي بنت مريم في عالمها الجديد طفلا يحمل معه وطوال الوقت نبتة ليمون جافة، متعلقا بأمل أن تخضر لتعيش والدته، كما تصادف امرأة عانت هي الأخرى من عبودية الرجل المتمثلة في أخوها الذي سجنها وسط غرفة متهالكة. ورغم حلم بنت مريم بعودة الزمن إلى عصر الطفولة والبراءة، ورغبتها في تخليص الطفل والمرأة من وهم العادات وسجن التقاليد، تصدم بحواجز وأسوار لا تستطيع التخلص منها، ويصبح حلمها مرتبطا بالمطر الذي تتعلق به في محاولة للخلاص من رغباتها المكبوتة. والفيلم يقدم نظرية نقدية اجتماعية لواقع زواج صغار السن وأزمة الطفولة في بعض المناطق العربية.

## طاقم العمل
شارك في الفيلم الإماراتي القصير"بنت مريم" العديد من الممثلين ، نذكر من بينهم
- رشا العبيدي
- محمد إسماعيل.
- حسين محمود
- دنيا زين

## جوائز الفيلم
حصد الفيلم الإماراتي"بنت مريم " حوالي (13) جائزة فنية، في مهرجانات عربية ودولية، نذكر منها
1. جائزة أفضل فيلم روائي قصير بمهرجان مسينا في ايطاليا2008م.ومنحت الجائزة بإجماع من النقاد والجمهور،
2. الجائزة الفضية مهرجان الخليج السينمائي 2008
3. جائزة الصقر الفضي مهرجان الفيلم العربي بروتردام 2008
4. جائزة البانوش البرونزي بمهرجان الريف السينمائي في مملكة البحرين 2008-
5. جائزة أفضل فيلم عربي بمهرجان الأردن السينمائي الدولي 2008
6. جائزة لجنة التحكيم الخاصة بمهرجان دبي السينمائي الدولي 2008
7. جائزة أفضل مخرج إماراتي عن فيلم (بنت مريم) مهرجان دبي السينمائي الدولي 2008
8. الجائزة الكبرى الأولى - مهرجان الفيلم القصير - دار البيضاء 2009
9. الجائزة الكبرى الأولى لأحسن فيلم روائي قصير حول البيئة بالغرب 2009.
10. الجائزة الذهبية في مهرجان الهُربّان السينمائي الدولي - العراق 2009
11. الجائزة الذهبية في المهرجان السينمائي الدولي الذي اقيمت دورته الأولى بمدينة العمارة في محافظة ميسان جنوب العراق2009م.
12. جائزة عبدالحميد شومان الكبرى لأفضل فيلم عربي، في مهرجان الأردن للفيلم القصير.

## روابط خارجية
- بنت مريم علي موقع IDMB (بالإنجليزية)